# 胡公石
胡公石（1912年—1997年），男，江苏盐城人，中国书法家，曾任中国书法家协会理事，第六、七届全国政协委员。